# Meralius echinatus
Meralius echinatus es una especie de coleóptero de la familia Zopheridae.

## Distribución geográfica
Habita en Cuba.